# 治安水電站

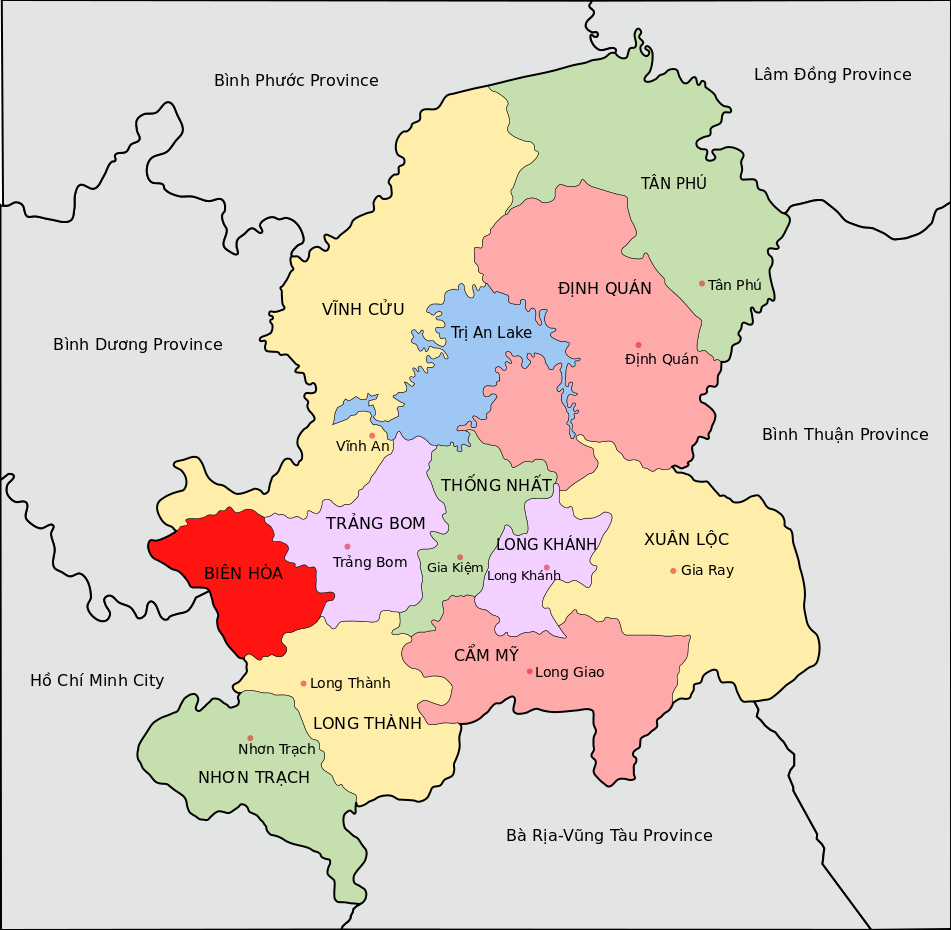
同奈省的治安湖

治安水電站（越南语：／）建在同奈河上，貫穿胡志明市東北65公里的同奈省永久縣 。1984年在蘇聯的財政和技術支持下修建，1991年開始投入使用。

## 简介
治安水電站有四個單元，總設計容量為400兆瓦，年均產量為17億千瓦時。治安水電站是一個年度調節發電的水庫，正常上升水位（HBT）為62米，水位為50米，水位為63.9米。
額定功率下的流量為880m3/s，相當於每個單元220m³/s，色譜柱為53m。水電站建成總裝機容量4台×100兆瓦=400兆瓦，年產量17.6億千瓦時。
通過溢洪道的洪水排放量最高為18,450m³/s。
主壓力管線包括水壩和溢洪道。河壩上覆蓋著混凝土和岩石，長420米，高40米，寬10米。有8個溢洪道，每個溢洪道寬15米，有8個閥門開口2×125吨。
主壩和輔助壩儲存量分別為323平方公里與27.6億立方米，25.4亿立方米有用，存儲218.109立方米容量的總容量。
治安水電站對於將國家電網與為國家負荷提供電力的其他發電廠連接起來的主要目的也具有經濟意義。此外，多用途水電項目還確保日常生活用水，農業用水，鹽度和防洪。
面值5000越南盾鈔票的背面的有治安水電站的圖片。